# Whiro
Whiro (ou Whiro-te-tipua, Hiro) est l'atua des ténèbres et du mal, et secondairement à la maladie et la mort dans la mythologie maorie.
Il habite le Rarohenga (le monde souterrain des Maoris) et est responsable de l'ensemble des maux qui frappent chacun.

## Whiro dans la mythologie maorie
Le rôle précis de Whiro (ou Hiro) dépend de la mythologie locale, dont il existe différentes variantes. De façon générale cependant, Whiro est l'atua des ténèbres et du mal, et secondairement à la maladie et la mort dans la mythologie maorie,. Il est aussi considéré comme le patron des voleurs, car il essaie systématiquement d'anéantir l'homme et son esprit quand celui-ci est en chemin vers le Rarohenga, le monde souterrain des Maoris),.  

### En Nouvelle-Zélande

#### Whiro dans le Mythe créateurte Awara
Dans le mythe de la création maori te Arawa, Whiro est le fils de Ranginui et Papatūānuku (dits Rangi et Papa), respectivement le ciel père et la terre mère, qui ont l'habitude de s'allonger dans une étreinte étroite tandis que leurs nombreux enfants vivent dans les ténèbres entre eux. Il est considéré comme le frère aîné de Tāne, car les ténèbres sont plus anciennes que la lumière. Il a aussi pour frères Haumia, Rongo, Rūaumoko, Tangaroa, Tāwhirimātea et Tūmatauenga.
Les enfants de Rangi et Papa se sentent frustrés d'être confinés dans l'espace exigu entre leurs parents. Tūmatauenga, futur dieu de la guerre, propose qu'ils tuent leurs parents. Mais Tāne propose de les séparer, faisant du ciel un étranger pour eux, tandis qu'ils resteraient proches de leur mère nourricière. Tous les frères de Haumia sont d'accord, à l'exception de Tāwhirimātea.
Ils se mettent alors à l'œuvre pour tenter de séparer leurs parents. Rongo puis Tangaroa se lèvent pour essayer de déchirer les cieux et la terre, sans effet. Haumia se lève et lutte sans succès, pas plus que Tūmatauenga. C'est alors que Tāne, après plusieurs tentatives infructueuses, plante sa tête dans sa mère la terre et pousse son père le ciel avec ses jambes puissantes. Rangi et Papa sont enfin séparés, laissant place à la lumière, et révélant qu'entre les corps de ses deux parents, une multitude d'êtres humains, engendrés par ces derniers, étaient restés cachés,.
Tāwhirimātea, le dieu des tempêtes et des vents, est en colère parce que ses parents sont séparés. Il rejoint son père dans le ciel et punit la terre et la mer avec de violentes tempêtes et s'en prend à tous ses frères, un par un,. Seul reste Tūmatauenga face à la colère de Tāwhirimātea. Dieu des humains, Tūmatauenga reste debout et inébranlable sur la poitrine de sa mère la Terre : la guerre est terminée et tout le monde s'apaise un temps. Mais Tūmatauenga s'en prend à son tour à tous ses frères, pour l'avoir abandonné face à la furie de Tāwhirimātea. Dans sa vengeance, ce dernier dévore tous ses frères, dont Whiro et à l'exception de Tāwhirimātea qui lui resiste, et le force à se retirer. C'est ainsi que face à l'humanité, représentée par Tūmatauenga, les tempêtes et les ouragans, engences de Tāwhirimātea, demeurent en guerre permanente jusqu'à ce jour. Selon certaines versions, Whiro et ses alliés se sont réfugiés sous terre, et demeurent dans le monde souterrain.

#### Ailleurs en Nouvelle-Zélande
Selon certaines traditions, Tane est le dieu de la lumière, en opposition à Whiro, dieu des ténèbres. Les humains étant des descendants de Tāne, Whiro entreprend systémiquement de leur nuire, en étant à l'origine de toutes les maladies et autres afflictions, avec l'aide du clan Maiki, des démons qui habitent dans Tai-whetuki, la Maison de la Mort, située dans les ténèbres inférieures,.
Pour les traditions qui suivent ce culte, Whiro était représenté par un lézard, faisant de cet animal un être terrifiant. Des récits racontent que les malades se croient dévorés à l'intérieur de leur corps par un lézard possédé par un démon.
Parmi les dieux majeurs qui dépendent de Whiro, on compte Tau-te-ariki, d'où émane la lèpre.
M. Yate fait un rapprochement entre le mythe de Whiro est celui de Lucifer. Tous deux sont des menteurs et pères du mensonge, tentent les humains pour qu'ils commettent des meurtres, des actes de cannibalisme, l'adultère, le vol, la sorcellerie, l'autodestruction, etc. Comme Lucifer, Whiro se réjouit du malheur des hommes et est présent partout pour pousser au mal. Best tempère tout de même le point de vue de cet auteur dont le point de vue est celui d'un missionnaire ; il explique par exemple que le cannibalisme et le suicide ne sont pas considérés comme des crimes par les Maoris.
Dans le langage courant, le mot whiro est introduit comme épithète signifiant « mauvais mal », comme les atua malins, ou démons, qui sont appelés atua whiro.

### Whiro dans la mythologie maorie des îles Cook
Whiro, ou Whiro-te-tupua, est lui aussi une divinité liée à l'obscurité à laquelle les Maoris faisaient des offrandes de nourriture, dans les îles Cook.
Dans Primitive Culture, Tylor expose la croyance selon laquelle les esprits qui causent les maladies sont de nature semi-humaine, ce qui explique le fait que la croyance de la possession démoniaque ait perduré longtemps. L'auteur estime que cette figure est empruntée à l'enseignement des missionnaires chrétiens, ce que réfute Best.

### En Polynésie française

#### Dans l'archipel des Tuamotu
C'est dans les légendes de l'archipel des Tuamotu que le mythe qui le concerne est le plus élaboré. Selon cette version, « Hiro » est un puissant guerrier qui, pour obtenir la main de Tiaki-Tau, la fille du roi, participe à un concours de danse, qu'il remporte. Mais le roi exige de lui une nouvelle épreuve, en l'envoyant chercher la calebasse emplie d'huile parfumée appartenant à l'ogresse Nona. Hiro en vient à bout. À son retour, alors que les festivités du mariage battaient leur plein, la princesse est entraînée au fond des océans par un démon. Hiro poursuit le démon, le défait, et ramène avec lui la princesse. Hiro — qui a eu deux enfants avec elle — tue celle-ci lorsqu'elle tourne en dérision la petite taille de son pénis. S'ensuivent alors de nombreuses années d'aventures, de trahisons et de meurtres. Puis un jour, pour aller voir sa sœur Hina, Hiro prend la mer, où son équipage tue un oiseau sacré appartenant au dieu Tane. Celui-ci, furieux, coule le navire de Hiro, qui peut cependant se sauver et regagner la terre.

#### À Tahiti
À Tahiti, le mythe de Hiro est proche de celui des Tuamotu, mais il est moins détaillé. Il y apparaît cependant sous des traits assez différents, puisqu'il est connu pour ses tromperies, et surtout pour ses activités de voleur d'arbres à pain, de noix de coco, de cochons...
Comme dans le mythe des Tuamotu, il part également en mer, tue l'oiseau sacré de Tane, et atteint Raiatea, où il épouse la belle Vai-tu-marie, après avoir tué son époux, et devient le roi de Raiatea. Il a deux enfants de sa femme, mais finit par la tuer lorsqu'elle lui reproche sa mauvaise haleine. Capable de prouesses étonnantes, c'est Hiro qui invente le feu.